# Antoine de Lévis-Mirepoix

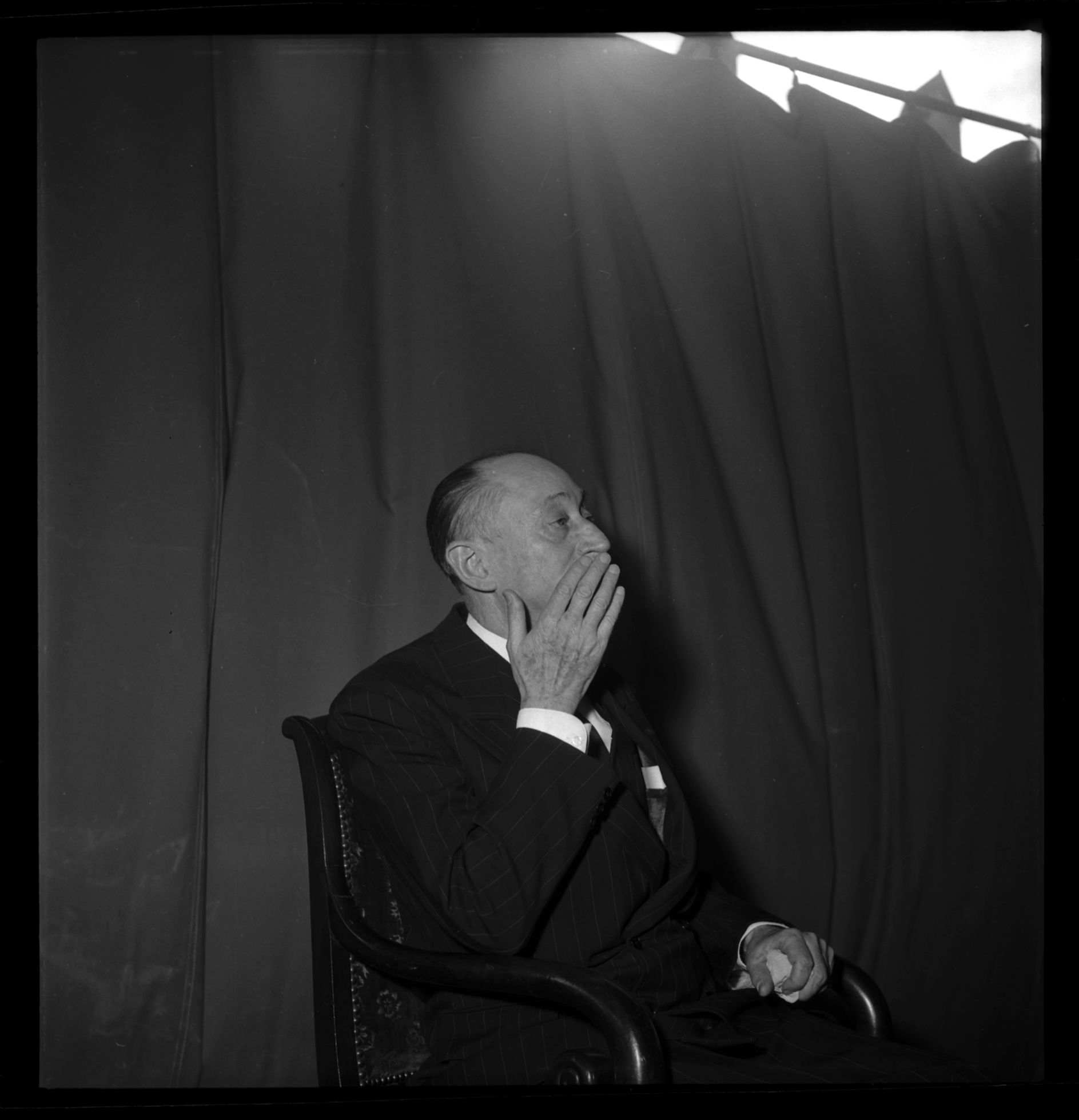
Der Herzog von Levis-Mirepoix während einer Zeremonie im Jahr 1953 in der Markthalle von Mirepoix

Antoine Pierre Marie François Joseph de Lévis-Mirepoix (* 1. August 1884 in Léran, Ariège; † 16. Juli 1981 in Lavelanet) war ein französischer Historiker, Essayist und Romanautor.

## Leben
Lévis-Mirepoix besuchte das Lyzeum in Toulouse mit einem Lizenziat in Literatur und hatte früh den Wunsch, Schriftsteller werden.
Er war der 4. Baron Lévis-Mirepoix und wie sein Vater  Charles François Henri de Lévis-Mirepoix als Herzog von San Fernando Luis Grande von Spanien (bestätigt 1916). Er selbst führte danach den Herzogstitel, auch wenn dieser erst 1961 von Charles de Gaulle in Frankreich erlaubt war, und publizierte als Duc de Mirepoix.
1932 erhielt er den Grand Prix Gobert für François Ier und 1948 für La France de la Renaissance. Er war Mitglied der Académie française (1953) als Nachfolger des ausgeschlossenen Charles Maurras, dessen Sitz aber erst nach seinem Tod neu besetzt wurde, wobei Lévis-Mirepoix eine Eloge auf seinen Vorgänger hielt. Außerdem war er Mitglied der Académie des Jeux floraux in Toulouse (1924). 1934 wurde er Vorsitzender der Association d'entraide de la noblesse française.
Er schrieb unter anderem über das Frankreich der Renaissance, sein bekanntestes historisches Werk behandelte das Leben von Philipps des Schönen.
Er stand der politischen Bewegung Action française nahe und war Mitarbeiter an der royalistischen Zeitschrift La Nation française, die 1955 bis 1967 bestand. Lévis-Mirepoix schrieb unter anderem für La Revue de France, Le Jour, L’Excelsior, Paris-Soir, La Revue de Paris und La Revue des Deux Monde. Im Zweiten Weltkrieg war er Bürgermeister von Mirepoix (Ariège).
Er war Gründungspräsident des Institut France-Canada.

## Auszeichnungen
- Mitglied der Ehrenlegion (Kommandeur)
- Ordre des Arts et des Lettres (Komtur)
- Ordre des Palmes Académiques (Komtur)
- Croix de guerre (1914–1918)

## Schriften
Historische Werke
- Philippe Auguste et ses trois femmes. Coll. Histoire, XXXIII, Club des Libraires de France, Paris, 1962 (zuerst als Les trois femmes de Philippe Auguste, Ed. de Paris 1947).
- Sainte Jeanne de France, fille de Louis XI. Flammarion, 1943.
- Les Guerres de Religion 1559–1610. Coll. Connaissance de l’histoire – Arthème Fayard 1950 (zuerst 1947).
- Le siècle de Philippe le Bel. Éditions de Paris 1936.
- Philippe le Bel. Librairie académique Perrin, 1973.
- François Ier. Le Livre contemporain, 1931.
- La France de la Renaissance.1947.
- Aventures d’une famille française. La Palatine 1955 (Geschichte der Familie Lévis).
- Le cœur secret de Saint-Simon. Plon 1935.
- La guerre de Cent Ans. Albin Michel, 1973.
- La France Féodale. 6 Bände. Librairie Jules Tallandier, 1977.
- La tragédie des Templiers. La Bonne Presse 1955.
- L’Attentat d’Agnani. Le Conflit entre la papauté et le roi de France. Gallimard 1961.
- Saint Louis, roi de France. Albin Michel 1970.
- Henri IV, roi de France et de Navarre. Libraire académique Perrin, 1971.
- Latouche Tréville à Naples. Un expedition diplomatique et militaire. August Picard, Paris 1926 (diplomatische Mission von Latouche Tréville in Italien 1792/73).

Romane
- Le papillon noire. 1912.
- Le nouvel apôtre. 1920.
- Le baiser de l’antéchrist. Plon 1919.
- Le voyage de Satan. Nouvelle Librairie Nationale, 1925.

Historische Romane
- Montségur. Albin Michel 1924
- Le seigneur inconnu. Plon 1922

Sonstige Werke
- Les Campagnes ardentes – récit de guerre. Plon 1934 (Eindrücke vom Ersten Weltkrieg, erhielt 1917 einen Preis der Academie francaise).
- Grandeur et misère de l’individualisme français. Librairie académique Perrin, 1962.
- Vieilles races et Temps nouveaux. 1934.
- La vie des poupées, contes à ma fille. 1934.
- Vieilles races et temps nouveaux. Reportagen.
- mit Comte Félix de Vogüé: La politesse, son rôle, ses usages. Hachette 1937.
- Ferdinande. Theaterstück, 1961.
- Le Ravisseur. Theaterstück, 1965.
- Le roi n’est mort qu’une fois. 1965.